# Ivy League Records
Ivy League Records  est un label discographique indépendant australien, situé à Sydney, actif entre 1997 et 2024. Pendant les dernières années d'existence du label, Chris Maund en était le general manager, et le label était distribué par Universal Music Australie.

## Histoire
Associée avec la compagnie de management de musique Winterman and Goldstein et Ivy League Music publishing, Ivy League est la création de Cameron Emerson-Elliot (maintenant dans Youth Group), Peter Lusty et James Roden (maintenant dans The City Lights) du The John Reed Club de 1997. Pete Lusty (John Reed Club), Andy Kelly (Glide) et Andy Cassell (anciennement du Youth Group) ont par la suite pris le label en charge en 1998. 
Le premier succès significatif de Ivy League fut avec Youth Group. Ivy League atteint ensuite la notoriété avec Josh Pyke et les Red Riders sur le label via la compagnie sœur — Winterman and Golstein management — avec The Vines, Jet et The Sleepy Jackson. En plus de ceux qui viennent d’être mentionnés, les groupes et artistes australiens suivants étaient également associés avec Ivy League : The Vines, The Mess Hall, Sparkadia, Bridezilla, The City Lights, 78 Saab, Neon, The Silents et Snob Scrilla. 
En mars 2006, Michael Gudinski du Mushroom Group achète une participation de 50 % dans Ivy League. Dans le cadre d'une restructuration du Mushroom Group en juillet 2024, Ivy League Records et d'autres labels consolident dans une nouvelle division appelée Mushroom Music.

## Groupes et artistes
Ils comprennent notamment : 78 Saab (en), The City Lights, Josh Pyke (en), The Vines, Youth Group, Red Riders (en), Rolling Blackouts Coastal Fever, The Silents (en), Neon, Bridezilla, The Mess Hall, Sparkadia, Snob Scrilla, et Cloud Control.

## Distinctions

### AIR Awards
| 2022 | Ivy League Records | Label indépendant de l'année                | Nomination | ,     |
| 2024 | Ivy League Records | Équipe indépendante de marketing de l'année | Nomination | [ 5 ] |